# Vên
Vên (en galo: alegría) es un EP de la banda de folk metal suiza Eluveitie. Fue grabado en la primavera de 2003 y lanzado por primera vez el 18 de octubre de ese mismo año como un proyecto con financiación propia. En agosto de 2004, la versión remasterizada fue lanzada bajo contrato con el sello discográfico Fear Dark Records. Otra reedición salió en la primavera de 2008 a través de Twilight Records.

## Estilo
El álbum mezcla instrumentos tradicionales celtas con los instrumentos modernos de una banda de metal como la guitarra eléctrica, bajo eléctrico y la batería. El canto es generalmente agresivo y áspero, pero siempre posee pasajes con voces limpias en las canciones, como en "D'Vêriû Agâge D'bitu". Por otra parte, las canciones "Uis Elveti" y "D'Vêriû Agâge D'bitu" están escritas en galo y "Lament" y "Druid" en inglés. Ôrô y Jêzaïg son canciones instrumentales.

## Lista de canciones
Todas las canciones escritas y compuestas por Eluveitie. 
| Vên |                        |          |  |
| N.º | Título                 | Duración |  |
| 1.  | «D'Vêriû Agâge D'bitu» | 2:29     |  |
| 2.  | «Uis Elveti»           | 4:12     |  |
| 3.  | «Ôrô»                  | 2:50     |  |
| 4.  | «Lament»               | 3:34     |  |
| 5.  | «Druid»                | 6:18     |  |
| 6.  | «Jêzaïg»               | 4:45     |  |

## Personal
- Chrigel Glanzmann - vocales, mandolina, silbido, cornamusa, gaita, guitarra acústica, bodhran
- Dani Fürer - guitarra
- Yves Tribelhorn - guitarra rítmica
- Gian Albertin - bajo, vocales, efectos de sonido
- Dario Hofstetter - batería
- Meri Tadic - fiddle, vocales
- Sevan Kirder - flauta irlandesa, tin whistle, gaita
- Mättu Ackermann - fiddle
- Philipp Reinmann - bouzouki
- Dide Marfurt - flauta, zanfoña